# Monsieur Hawarden
Monsieur Hawarden é um filme de drama neerlandês de 1968 dirigido e escrito por Harry Kümel, Jan Blokker e Filip De Pillecyn. Foi selecionado como representante dos Países Baixos à edição do Oscar 1969, organizada pela Academia de Artes e Ciências Cinematográficas.

## Elenco
- Ellen Vogel - Monsieur Hawarden / Meriora Gillibrand
- Hilde Uitterlinden - Victorine
- Joan Remmelts - Rentmeester Deschamps
- Dora van der Groen - Mw. Deschamps
- Xander Fisher - Axel
- Senne Rouffaer - Oficial
- Marielle Fiolet - Dienstmeisje
- John Lanting - Walter
- Carola Gijsbers van Wijk - Corien
- Beppie Blokker - Emma
- Ernie Damen - Hans
- Jan Blokker